# Прета Жил
Прета Жил (порт.-браз. Preta Gil; 8 серпня 1974, Ріо-де-Жанейро — 20 липня 2025, Нью-Йорк) — бразильська співачка, акторка, композиторка й авторка пісень.

## Особисте життя
У липні 2020 року Прета Жил оголосила себе пансексуальною. 
Прета також оприлюднила свої сапфічні стосунки, заявивши, що є бісексуальною з народження, і що вона пишається тим, що є товстою чорношкірою бі-жінкою, і пишається тим, що її батько є також бісексуалом. 
Прета Жил виступала проти консерватизму та реакціонаризму в Бразилії.

## Дискографія
- 2003: Prêt-à Porter
- 2005: Preta
- 2012: Sou Como Sou